# Citroën B10
Pour les articles homonymes, voir B10.
La Citroën B10 est un modèle d'automobile du constructeur Citroën construit entre 1924 et 1925.

## Historique
La Citroën B10 est une amélioration de la Citroën B2. Elle est entièrement carrossée en Limousine 3 vitres latérales pour la première fois « tout acier » avec un moteur de B2.
Elle est suivie par la Citroën B12 en 1925, jusqu'à atteindre la production de 400 véhicules par jour en 1928, soit un tiers de la production d'automobile française de l'époque.

## Classement dans le système fiscal et assurantiel français
La voiture, comme ses deux prédécesseures, était une 10 CV.